# Bojanów (Łódź)
Pour les articles homonymes, voir Bojanów.
Bojanów est une localité polonaise de la gmina de Skomlin, située dans le powiat de Wieluń en voïvodie de Łódź.